# Talofofo
Talofofo es un poblado situado al sudeste de Guam (territorio no incorporado de los Estados Unidos), al sur de Yona y al norte de Inaraján. Puntos de interés del sitio son sus cuevas naturales y sus cascadas, así como una cercana aldea chamorra. El soldado japonés Shōichi Yokoi, que ignoraba el fin de la Segunda Guerra Mundial, fue hallado por Jesús Duenas y Manuel de Gracia cerca de la localidad, el 24 de enero de 1972, existiendo una reproducción de su escondite en el resort Talofofo Falls.

## Demografía
La Oficina del Censo de Estados Unidos tiene en el municipio dos puntos censales: Talofofo e Ipan.
| Censo                                           | Habitantes | Variación (%) |
| ----------------------------------------------- | ---------- | ------------- |
| 1960                                            | 1352       | —             |
| 1970                                            | 1935       | 43.1 %        |
| 1980                                            | 2006       | 3.7 %         |
| 1990                                            | 2310       | 15.2 %        |
| 2000                                            | 3215       | 39.2 %        |
| 2010                                            | 3050       | −5.1 %        |
| 2020                                            | 3550       | 16.4 %        |
| Fuente: Oficina del Censo de los Estados Unidos |            |               |

## Educación
El sistema de escuelas públicas de Guam presta servicios en la isla, hallándose en la localidad una escuela primaria. En cuanto a educación secundaria, a Talofofo le corresponde la Southern High School en Santa Rita
En cuanto a la Actividad Educativa del Departamento de Defensa (DoDEA), Talo'fo'fo se encuentra en la zona de transporte escolar de la escuela primaria y media McCool, mientras que la única secundaria DoDEA de la isla se encuentra en Agaña.

## Gobierno
| Nombre                                | Partido     | Comienzo del mandato | Fin del mandato    |
| ------------------------------------- | ----------- | -------------------- | ------------------ |
| Román L.G. Quinata                    | Republicano | 1 de enero de 1973   | 5 de enero de 1981 |
| Tito A. Mantanona                     | Republicano | 5 de enero de 1981   | 6 de enero de 1997 |
| Vicente S. Taitague (1er mandato)     | Demócrata   | 6 de enero de 1997   | 1 de enero de 2001 |
| Antonio D. León Guerrero              | Demócrata   | 1 de enero de 2001   | 3 de enero de 2005 |
| Pedro D. Paulino                      | Republicano | 3 de enero de 2005   | 5 de enero de 2009 |
| Vicente S. Taitague (segundo mandato) | Demócrata   | 5 de enero de 2009   | presente           |

## Galería

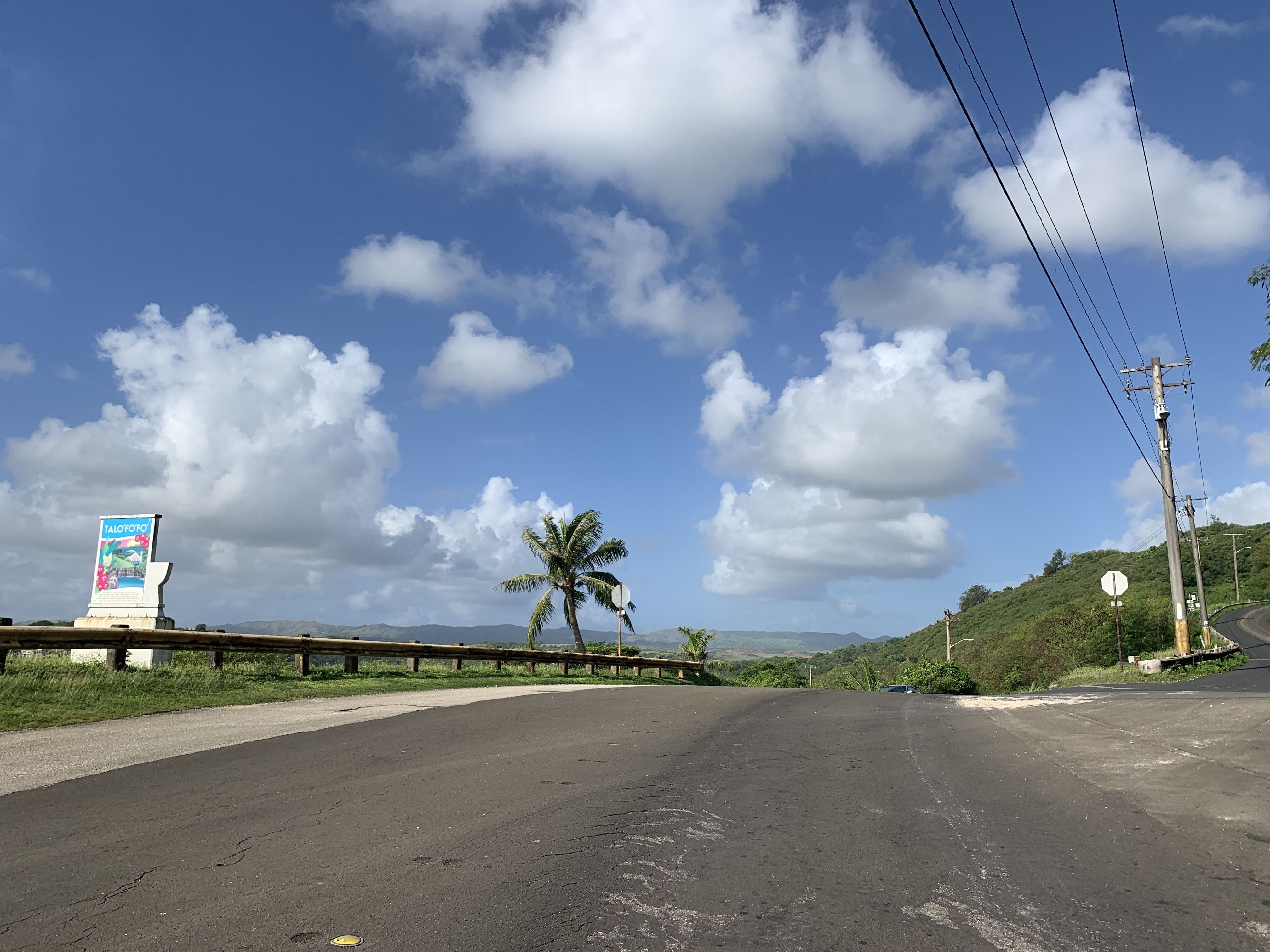
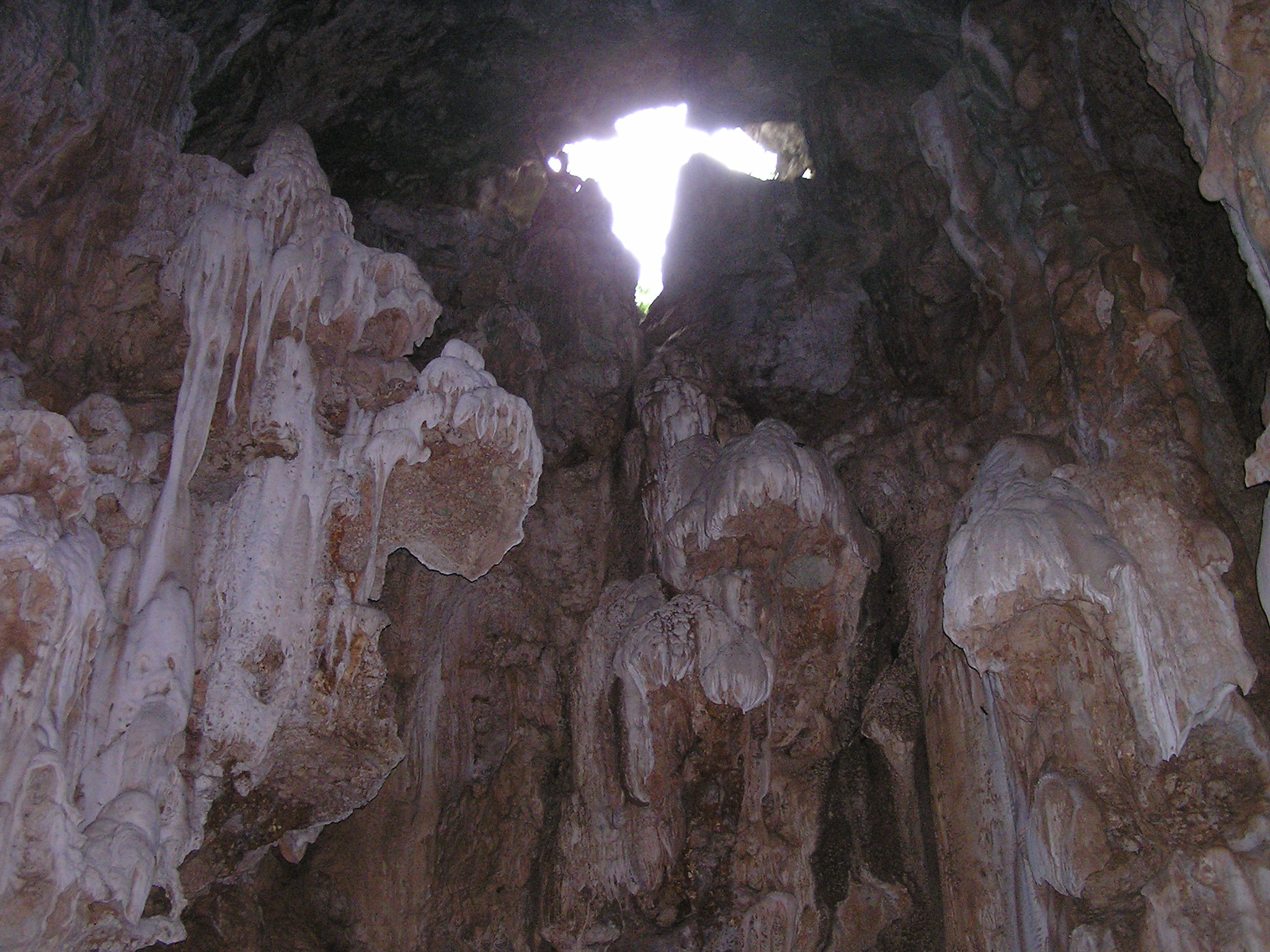
Cuevas de Talófofo
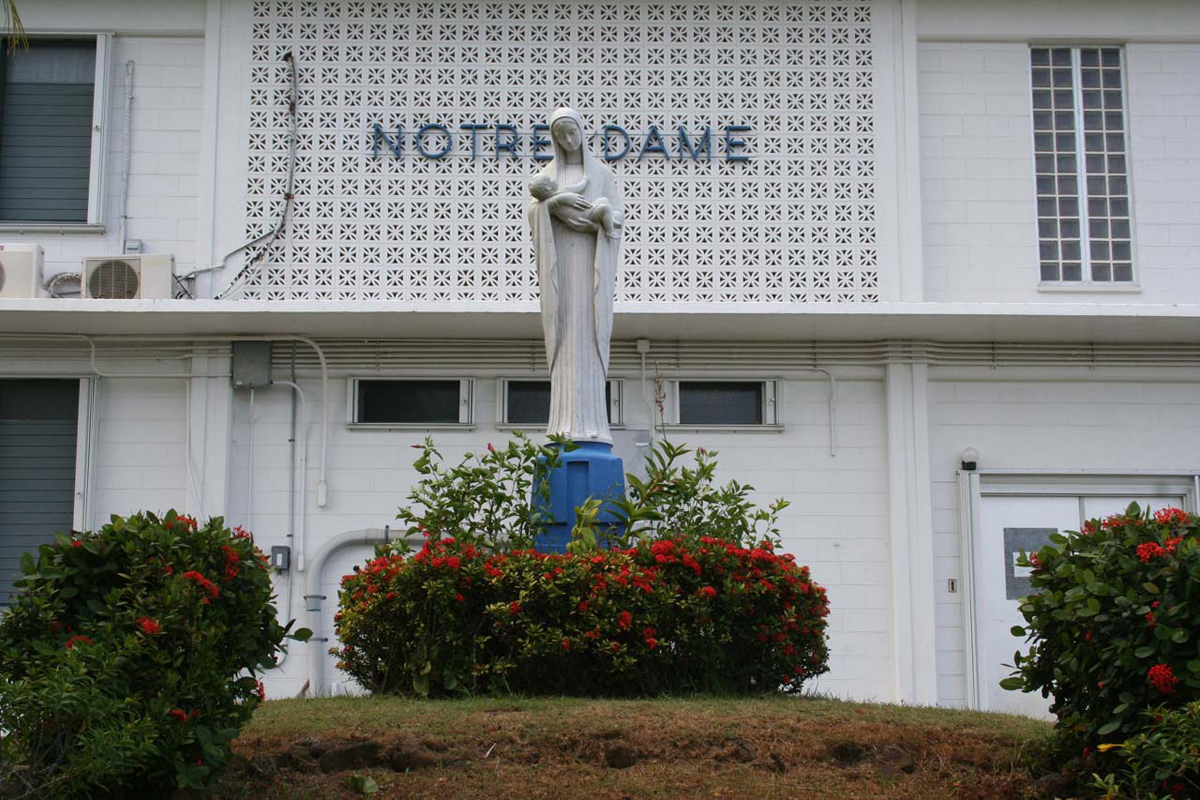
Escuela secundaria Notre Dame